# 24 december
24 december är den 358:e dagen på året i den gregorianska kalendern (359:e under skottår). Det återstår 7 dagar av året.

## Återkommande bemärkelsedagar

### Helgdagar
- Julafton som i Danmark, Finland, Norge, Polen, Slovakien, Sverige, Tjeckien och Ungern firas mer än juldagen; julafton är dock inte formellt en helgdag, utan en helgdagsafton.

## Namnsdagar

### I den svenska almanackan
- Nuvarande – Eva
- Föregående i bokstavsordning
  - Adam – Namnet fanns, till minne av den första människan i Bibeln, på dagens datum före 1901, då det flyttades till 23 december, där det har funnits sedan dess.
  - Eva – Namnet har, till minne av den andra människan i Bibeln, funnits på dagens datum sedan gammalt och har inte flyttats.
  - Evita – Namnet infördes på dagens datum 1986, men utgick 1993.
  - Evy – Namnet infördes på dagens datum 1986, men flyttades 1993 till 12 februari, där det har funnits sedan dess.
- Föregående i kronologisk ordning
  - Före 1901 – Adam och Eva
  - 1901–1985 – Eva
  - 1986–1992 – Eva, Evita och Evy
  - 1993–2000 – Eva
  - Från 2001 – Eva
- Källor
  - Brylla, Eva (red.). Namnlängdsboken. Gjøvik: Norstedts ordbok, 2000 ISBN 91-7227-204-X
  - af Klintberg, Bengt. Namnen i almanackan. Gjøvik: Norstedts ordbok, 2001 ISBN 91-7227-292-9

### Finlandssvenska almanackan

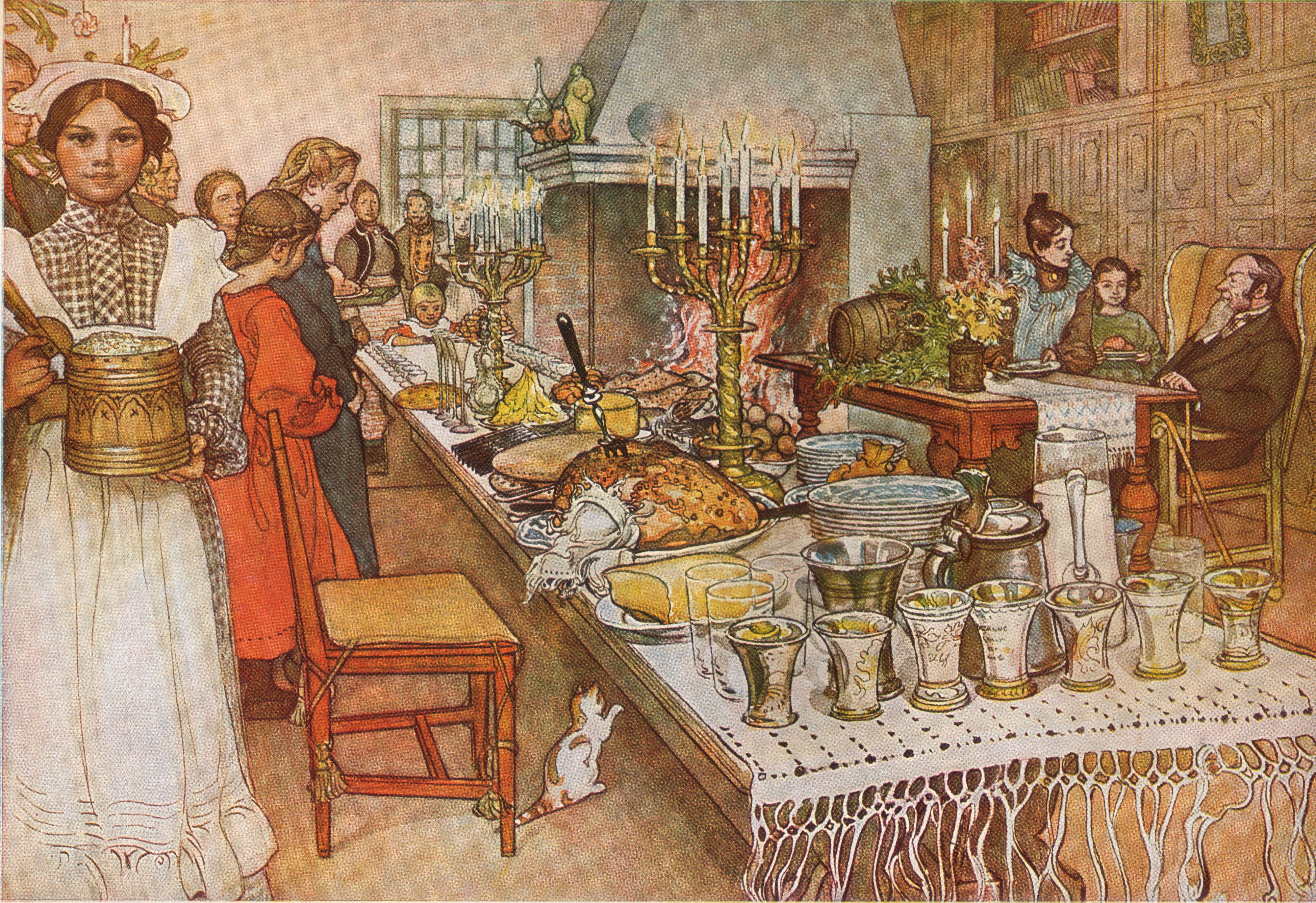
Julaftonen av Carl Larsson.

- Nuvarande från 2020[1] – Eva, Adam, Evelina
- I föregående revideringar[a][2]
  - 1929–1949 – Eva
  - 1950–2014 – Adam, Eva
  - 2015–2019 – Adam, Eva, Evelina

## Händelser
- 640 – Sedan Severinus har avlidit den 2 augusti väljs Johannes IV till påve.
- 1294 – Sedan Celestinus V har abdikerat den 13 december väljs Benedetto Caetani till påve och tar namnet Bonifatius VIII.
- 1865 – Ku Klux Klan bildas i Pulaski, Tennessee, USA.
- 1871 – Operan Aida av Giuseppe Verdi har premiär.
- 1924 – Albanien utropas till republik.
- 1943 – Dwight D. Eisenhower utses till de allierades överbefälhavare i Europa under andra världskriget.
- 1951 – Kungariket Libyen bildas av de tidigare italienska kolonierna Cyrenaika, Tripolitanien och Fezzan.[3]
- 1968 – Astronauten William Anders fotograferar jorden från månens omloppsbana. Bilden blir internationellt känd och får namnet Jorduppgång (Earthrise).
- 1979 – Ariane 1 genomfördes.
- 1992 – Den ungerska tv-kanalen Duna TV startar sina sändningar.
- 2020 – Maia Sandu tillträder som Moldaviens president. Hon blir därmed landets första kvinnliga president.

## Födda
- 3 f.Kr. – Galba, romersk kejsare 68–69 e.Kr.
- 1166 – Johan utan land, även känd som prins John, herre över Irland 1177–1216 och kung av England 1199–1216.
- 1461 – Kristina av Sachsen, drottning av Danmark 1481–1513, av Norge 1483–1513 och av Sverige 1497–1501, gift med kung Hans.
- 1475 – Thomas Murner, tysk satiriker.
- 1491 – Ignatius av Loyola, grundare av Jesuitorden.
- 1643 – Israel Kolmodin, superintendent, psalmförfattare (Den blomstertid nu kommer).
- 1670 – Gustaf Funck, svensk friherre, bergmästare och landshövding i Västmanlands län.
- 1731 – Gustaf Fredrik Gyllenborg, 76, greve och författare, ledamot av Svenska Akademien sedan 1786.
- 1740 – Anders Johan Lexell, finländsk astronom och vetenskapsman.
- 1751 – Lars von Engeström, svensk greve, diplomat och politiker samt kanslipresident maj–juni 1809 och utrikesstatsminister 1809–1824.
- 1809 – Kit Carson, amerikansk jägare, guide, militär spanare med mera.
- 1810 – Wilhelm Marstrand, dansk målare.
- 1818 – James Prescott Joule, brittisk fysiker.
- 1822 – Charles Hermite, fransk matematiker.
- 1837 – Elisabeth av Österrike-Ungern, österrikisk kejsarinna och drottning av Ungern.
- 1838 – John Morley, brittisk författare och politiker.
- 1845
  - Fernand Cormon, fransk konstnär.
  - Georg I av Grekland, kung av Grekland 1863–1913.
- 1851 – Édouard de Castelnau, fransk militär.
- 1856 – Albert d'Amade, fransk militär.
- 1859 – Samuel Fischer, publicist.
- 1861 – Rudolf Arborelius, svensk arkitekt.
- 1879
  - Thomas Madsen-Mygdal, dansk politiker, statsminister 1926–1929.
  - Alexandrine av Mecklenburg-Schwerin, drottning av Danmark 1912–1947 och av Island 1918–1944, gift med Kristian X.
- 1881 – Juan Ramón Jiménez, spansk författare, mottagare av Nobelpriset i litteratur 1956.
- 1884 – Carl-Harald, svensk skådespelare.
- 1887
  - Louis Jouvet, fransk skådespelare.
  - Eva Sachtleben, svensk skådespelare.
  - Adolf Froelich, polsk uppfinnare, tandläkare samt deltagare i det polsk-sovjetiska kriget.
- 1893 – Carl Brisson, dansk-amerikansk skådespelare, kabaréartist, operettcharmör och boxare.
- 1895 – Noel Streatfeild, brittisk författare.
- 1904 – Ernfrid Ahlin, svensk kompositör och musikförläggare.
- 1905 – Howard Hughes, amerikansk filmproducent, flygare, flygplanstillverkare och industriledare.
- 1906 – Franz Waxman, tysk-amerikansk kompositör av filmmusik.
- 1907
  - John Cody, amerikansk ärkebiskop och kardinal.
  - I.F. Stone, amerikansk undersökande journalist.
- 1910
  - Ferenc Erdei, ungersk politiker.
  - Fritz Leiber, amerikansk science fiction-författare.
- 1913 – Ad Reinhardt, amerikansk målare.
- 1922
  - Ava Gardner, amerikansk skådespelare.
  - Mille Schmidt, svensk skådespelare, revyartist och regissör.
- 1925
  - Karl-Erik Stark, svensk skådespelare.
  - Brynolf Wendt, svensk ämbetsman och politiker.
- 1927 – Mary Higgins Clark, amerikansk författare.
- 1929 – Lennart ”Nacka” Skoglund, svensk fotbollsspelare, deltagare i det landslag som tog VM-silver 1958.
- 1930 – Henny Utsi Åhlin, svensk författare.
- 1931
  - Mauricio Kagel, argentinsk kompositör.
  - Jill Bennett, amerikansk skådespelare.
- 1932 – Ian Wachtmeister, svensk politiker, affärsman.
- 1933
  - Eva Engström, svensk skådespelare, regissör, manusförfattare och författare.
  - Stig Hylland, svensk ishockeyspelare.
- 1934
  - Eva Deckner, svensk dansare och skådespelare.
  - Stjepan Mesić, kroatisk politiker, president 2000–2010.
- 1938 – Carl-Göran Öberg, (Lill-Stöveln), svensk ishockeyspelare.
- 1940
  - Per Eric Nordquist, svensk tv- och radioproducent och programledare.
  - Anthony Fauci, amerikansk läkare och immunolog.
- 1941 – Michael E. Ryan, amerikansk flygvapengeneral, flygvapenstabschef 1997–2001.
- 1943 – Tarja Halonen, Finlands president 2000–2012.
- 1945
  - Lemmy Kilmister, brittisk musiker, basist och sångare i Motörhead.
  - Nicholas Meyer, amerikansk författare, regissör och producent.
- 1946 – Jefferson Beauregard Sessions III, amerikansk republikansk politiker, senator (Alabama), justitieminister 2017–2018.
- 1949 – Randy Neugebauer, amerikansk republikansk politiker, kongressledamot 2003–2017.
- 1967 – Pernilla Wahlgren, svensk pop- och schlagersångare, tv-programledare, skådespelare.
- 1971 – Ricky Martin, puertoricansk musiker.
- 1973
  - Martin Kellerman, svensk tecknare, skapare av serien Rocky.
  - Stephenie Meyer, amerikansk författare.
- 1974
  - Marcelo Salas, chilensk fotbollsspelare.
  - Ryan Seacrest, amerikansk radio- och tv-programledare.
- 1976 – Angel Matos, kubansk taekwondoutövare.
- 1979 – Sanny Lindström, svensk ishockeyspelare.
- 1980
  - Maarja, estnisk musiker.
  - Stephen Appiah, ghanansk fotbollsspelare.
- 1981 – Dima Bilan, rysk musiker.
- 1984 – Amoc, finländsk rappare.
- 1991 – Louis Tomlinson, brittisk sångare i pojkbandet One Direction.

## Avlidna
- 1473 – Johannes av Kęty, 83, polskt helgon.
- 1486 – Ericus Olai, svensk historieskrivare och dekan.
- 1524 – Vasco da Gama, portugisisk upptäckare. Fann sjövägen till Indien.
- 1750 – Andreas Kalsenius, 62, svensk biskop i Västerås stift.
- 1847 – John Fairfield, 50, amerikansk demokratisk politiker.
- 1850 – Frédéric Bastiat, 49, fransk klassisk liberal författare och politisk ekonomiteoretiker.
- 1857 – Robert C. Nicholas, amerikansk demokratisk politiker, senator 1836–1841 (Louisiana).
- 1863 – William Thackeray, 52, brittisk författare.
- 1872 – William John Macquorn Rankine, 52, skotsk ingenjör och fysiker.
- 1887 – Daniel Manning, 56, amerikansk demokratisk politiker, USA:s finansminister 1885–1887.
- 1896 – Anders Ljungqvist, 81, svensk spelman.
- 1898 – Charbel Makhlouf, 70, libanesiskt helgon.
- 1901 – Lev Ivanov, 67, rysk balettdansör och koreograf.
- 1917 – Francis G. Newlands, 71, amerikansk demokratisk politiker, senator 1903–1917 (Nevada).
- 1927 – Vladimir Bechterev, 70, rysk neurolog.
- 1929 – LeRoy Percy, 69, amerikansk politiker, senator 1910–1913.
- 1931 – Tor Weijden, 41, svensk skådespelare.
- 1935 – Alban Berg, 50, österrikisk kompositör.
- 1938 – Bruno Taut, 58, tysk arkitekt och stadsplanerare.
- 1942
  - François Darlan, 61, fransk amiral, vicepresident i Vichyregimen 1941–1942.
  - Bertil Schedin, 44, svensk skådespelare.
- 1947 – Clement Calhoun Young, 78, amerikansk politiker, guvernör i Kalifornien 1927–1931.
- 1957 – Norma Talmadge, 63, amerikansk skådespelare.
- 1960 – Clyde Tingley, 79, amerikansk demokratisk politiker.
- 1970 – Nikolaj Sjvernik, 82, Sovjetunionens statschef 1946–1953.
- 1973 – Nils Johannisson, 87, svensk skådespelare.
- 1975 – Bernard Herrmann, 64, amerikansk filmmusikkompositör.
- 1979 – Rudi Dutschke, 39, tysk studentledare.
- 1980 – Karl Dönitz, 89, tysk storamiral, president 30 april–23 maj 1945 (efterträdde Adolf Hitler).
- 1982 – Louis Aragon, 85, fransk författare, dadaist.
- 1984 – Peter Lawford, 61, brittisk-amerikansk skådespelare.
- 1986 – Gardner Fox, 75, amerikansk författare.
- 1987 – M.G. Ramachandran, 70, indisk politiker och filmskådespelare.
- 1992
  - Mimmo Wåhlander, 56, svensk skådespelare.
  - Peyo, 64, belgisk serietecknare.
- 1994
  - Rossano Brazzi, 78, italiensk skådespelare.
  - John Osborne, 65, brittisk dramatiker.
- 1997 – Toshiro Mifune, 77, japansk skådespelare.
- 1999 – Maurice Couve de Murville, 92, fransk politiker och diplomat.
- 2002 – Kjell Aukrust, 82, norsk illustratör och författare.
- 2008
  - Alf Robertson, 67, svensk artist.
  - Harold Pinter, 78, brittisk författare och mottagare av Nobelpriset i litteratur 2005.
  - Samuel P. Huntington, 81, amerikansk statsvetare.
- 2009
  - Rafael Caldera, 93, venezuelansk politiker, före detta president.
  - Derek Loux, 37, amerikansk sångare.
  - Gunnar Brodin, 78, svensk före detta landshövding och riksmarskalk.
  - Bernt Erikson, 88, svensk författare.
- 2010 – Roy Neuberger, 107, amerikansk finansman och konstsamlare.
- 2011 – Johannes Heesters, 108, nederländsk skådespelare och sångare.
- 2012
  - Charles Durning, 89, amerikansk skådespelare.
  - Ingvar Gullnäs, 88, svensk jurist och landshövding.
  - Jack Klugman, 90, amerikansk skådespelare.
- 2013 – Gunnar Ericsson, 94, svensk företagsledare, idrottsledare och politiker.
- 2014
  - Krzysztof Krauze, 61, polsk regissör.
  - Jacqueline Briskin, 87, amerikansk författare.
- 2015 – Turid Birkeland, 53, norsk politiker, kulturminister 1996–1997.
- 2016
  - Rick Parfitt, 68, gitarrist och sångare i legendariska boogierockbandet Status Quo (musikgrupp).
  - Richard Adams, 96, brittisk författare.
- 2017 – Mietek Grocher, 91, judisk föreläsare och författare som överlevde Förintelsen.
- 2018 – Alec Aalto, 76, finländsk diplomat.
- 2019 – Allee Willis, 72, amerikansk låtskrivare.
- 2020 – Siv Widerberg, 89, barnboksförfattare.
- 2022
  - Kathy Whitworth, 83, amerikansk golfspelare.
  - Franco Frattini, 65, italiensk politiker, Italiens utrikesminister 2002–2004 och 2008–2011 samt EU-kommissionär 2004–2008.

### Fotnoter
1. ↑  ”Universitetets namnsdagsalmanacka - Universitetets almanacksbyrå”. almanakka.helsinki.fi. Helsingfors universitet. https://almanakka.helsinki.fi/sv/kalender-2025/. Läst 22 februari 2025.
2. ↑  ”Namnsdagsrevideringar - Universitetets almanacksbyrå”. almanakka.helsinki.fi. Helsingfors universitet. https://almanakka.helsinki.fi/sv/namnsdagar/namnsdagsrevideringar.html. Läst 3 oktober 2020.
3. ↑  ”Libya” (på engelska). World Statesmen. http://www.worldstatesmen.org/Libya.htm. Läst 23 september 2012.